# Bajkáli bozótposzáta
A bajkáli bozótposzáta (Locustella davidi) a verébalakúak (Passeriformes) rendjébe, ezen belül a tücsökmadárfélék (Locustellidae) családjába és a Locustella nembe tartozó faj. Korábban a foltos bozótposzáta alfajának tekintették. 12 centiméter hosszú. Költési területe Dél-Közép-Szibéria erdős, bokros területeitől Észak-Koreáig terjed, télen Kelet-India, Északnyugat-Mianmar, Észak-Közép-Thaiföld és Nyugat-Laosz területére vonul. Rovarokkal táplálkozik. Júniustól augusztusig költ.

## Alfajok
- L. d. suschkini (Stegmann, 1929) – Délkelet-Oroszországban költ (a Bajkálontúl nyugati részéig), Délkelet-Ázsia északi részén telel;
- L. d. davidi (La Touche, 1923) – Délkelet-Oroszországtól (a Bajkálontúl keleti részétől) Észak-Koreáig költ, Délkelet-Ázsia északi részén telel.

## Fordítás
- Ez a szócikk részben vagy egészben  a   Baikal bush warbler című angol Wikipédia-szócikk fordításán alapul.  Az eredeti cikk szerkesztőit annak laptörténete sorolja fel. Ez a jelzés csupán a megfogalmazás eredetét és a szerzői jogokat jelzi, nem szolgál a cikkben szereplő információk forrásmegjelöléseként.